# CBCラジオ ＃プラス!
『CBCラジオ ＃プラス!』(シービーシーラジオ プラス!)は、CBCラジオで2024年4月1日から平日 6時30分 - 9時に放送されている情報番組。

## 概要
CBCラジオは、1999年から『多田しげおの気分爽快!!朝からP・O・N』を放送し続けたが、2023年度末（2024年3月29日）をもって終了することになり、番組の若返りを図り、若手・中堅のアナウンサーを中心にして「確かな情報」と「元気な声」を届ける新番組を始めることになった。
番組では最新のニュース・天気予報・スポーツニュース、時事解説、コラム、電話取材などを提供する。
番組公式キャラクターは「プラスドリ」（声：竹内順子）。 頭部に「＋」が付いているレインボーカラーの鳥であり、番組内でしゃべることもある。
祝日やお盆休み期間中はニュースにプラス！などのコーナーを中止し、ゲストを迎えてトークを行ったり曲を流したりする特別編成となる。

## 出演者
※☆はCBCテレビアナウンサー。

### パーソナリティ
- 月曜日：光山雄一朗☆[注釈 1]・三浦優奈[注釈 2]
- 火曜日：光山雄一朗☆・山本衿奈[注釈 3]
- 水曜日：永岡歩[注釈 4]☆・三浦優奈
- 木曜日：永岡歩☆・山本衿奈
- 金曜日：天野なな実（フリーアナウンサー）[注釈 5]・竹地祐治☆[注釈 6]

番組内の「中日新聞ヘッドラインニュース」のニュース読みは三浦（月・水）、山本（火・木）、天野（金）が担当。「ラジオショッピング」は三浦、山本が担当。

#### 過去のパーソナリティー
- 山内彩加☆（当時）（2024年4月5日 - 2025年3月28日　金曜日担当）

体調不良のため2024年11月29日放送から休演し、2025年3月に正式降板

### レギュラー出演者
- つボイノリオ（＃プラスこれが言いたい!②に出演）[注釈 8]

### コメンテーター
※7時の時報前から8時の時報前までの出演。金曜日はパーソナリティの竹地がニュース解説を兼ねているためコメンテーターの出演はない。
- 石塚元章（CBC特別解説委員） - 月・水

2024年4月〜9月は月・水、2024年10月〜2025年3月は月・木、2025年4月から6月は月·水・木担当
- 正木裕美（アディーレ法律事務所所属弁護士）- 火

2024年4月〜9月は木担当。
- 増田剛（政治・外交ジャーナリスト。元NHK解説委員）- 木

2025年7月〜。2025年6月19日は石塚の代演。※電話での出演の場合あり。

#### 過去のコメンテーター
- 北辻利寿（CBC特別解説委員→ジャーナリスト[注釈 9]）

2024年4月〜9月は火、2024年10月〜2025年3月は水担当。
レギュラー出演終了後も不定期（2025年4月29日など）出演。

## タイムテーブル
- 6:30 オープニング
- 中日新聞ヘッドラインニュース
- 天気予報
- 交通情報
- プラスポ（スポーツニュース）
- ラジオショッピング
- 7:00 中日新聞ヘッドラインニュース
- ＃プラスこれが言いたい!①
- 天気予報
- 交通情報
- ニュースにプラス!
- プラスポ（中日ドラゴンズがバンテリンドームナゴヤで試合を行う日は、チケット情報を伝える「ドラゴンズインフォメーション」のコーナーが追加される。）
- 交通情報
- 中日新聞ヘッドラインニュース
- ラジオショッピング（インフォマーシャルの場合もあり）
- 日本全国にプラス!（金曜のみエンタメにプラス!）
- 交通情報
- 8:00 中日新聞ヘッドラインニュース
- ＃プラスこれが言いたい!②
- 交通情報
- プラスドリちゃんがちょっとだけプラスになる情報を教えてくれるコーナー（正式コーナー名称無し。プラスドリちゃんが今日は何の日かを教えてくれる。）
- 生活にプラス!
- わたしのプラス
- MIRAIにエール
- 交通情報
- ラジオショッピング
- エンディング

## 内包番組
- MIRAIにエール（2024年4月 - ）

### 過去の内包番組
- 中部ブロック8局ネット「おなかがグーは、しあわせのグー。」（2024年5月 - 12月31日）

## スペシャル番組
- 年末スペシャル 2024年12月30日（6:30 - 11:55）